# Филипвил (окръг)
Филипвил (на френски: Philippeville) е окръг в Южна Белгия, провинция Намюр. Площта му е 909 km², а населението – 66 405 души (по приблизителна оценка от януари 2018 г.). Административен център е град Филипвил.